# الخاندرو د لا کروز بنتوس
الخاندرو د لا کروز بنتوس (انگلیسی: Alejandro de la Cruz Bentos؛ زادهٔ ۳ مهٔ ۱۹۷۸) بازیکن فوتبال اهل آرژانتین است.
از باشگاه‌هایی که در آن بازی کرده‌است می‌توان به باشگاه فوتبال دپورتیوو مورون و باشگاه فوتبال اتلتیکو هوراکان اشاره کرد.